# Grindul Letea
Grindul Letea este o unitate de relief (grind fluvio-maritim) situată în partea de nord-est a Deltei Dunării, între brațele Chilia la nord și Sulina la sud. Are o suprafață de circa 170 km2 și o altitudine maximă de 12 m. 

## Relief
Relieful este predominat de dune de nisip ale căror altitudine variază între 3-10 m. Între aceste dune se găsesc o serie de depresiuni dezvoltate mai mult pe lungime, sub formă de benzi, care sunt ocupate de vegetație arboricolă. Aceste depresiuni poartă numele de hasmacuri. Într-unul dintre aceste hasmacuri se găsește și Pădurea Letea (rezervație forestieră), cunoscută de localnici sub numele de Pădurea Hasmacu Mare.

## Așezări omenești
Pe grindul Letea se găsesc satele C.A. Rosetti, Letea, Sfiștofca, Cardon și Periprava